# 野村24時
『野村24時』（のむらにじゅうよじ）は、板倉梓による日本の4コマ漫画。

## 概要
冴えない人生を過ごしてきた野村中也は、突如失踪した父の借金を背負わされる。そんな時に同僚の田中雪から、バイトと家庭教師、そして居候を持ちかけられる。35歳独身男性と三姉妹が同居するちょっと変わったホームコメディ4コマ漫画。
『まんがライフオリジナル』（竹書房）2009年11月号に掲載後、2010年3月号 - 5月号に掲載。その後、2010年11月号から2014年9月号まで連載された。話数表記は「野村その○」（○内は回数）。最終回のみ「last scene」。

## 登場人物
野村 中也（のむら ちゅうや）
35歳独身。
母とは2歳で死別し、父は17歳の時に蒸発。13年勤務している小さい会社「山本不動産」は一向に給料が上がらない上に、父の借金の保証人になっていたため突然借金持ちになってしまう。
同僚の田中雪の薦めで田中家に居候することになり、雪の妹・月が働くコンビニのバイトと、同じく雪の妹・花の家庭教師を兼任することになる。
田中家やその近所からは「番犬」と認識されており、立場（居候の上にバイト先の先輩）もあるため、年下の月に対しては敬語を使う。
職場の不動産会社は、無遅刻無欠勤であるが空気のような存在であり、バイト先のコンビニでは小さなミスが多い。酒にはめっぽう弱い。
一応それなりの大学（台詞では「R大学」）は出ており、英語も多少話せ理解できる。ただし、泳げないカナヅチ。
最初は父親を探すことは「人を恨むのは疲れる」として探していなかったが、父親からの借金が更に増えた時に、月に諭され父親を探しを決意する。
マカオで父親が重体で入院したと連絡が入り、マカオへ会いに行った際のホテルで雪に告白し、雪もこれを受け入れた。
名前の由来はボヤいてばかりいる事から、連載当時の東北楽天ゴールデンイーグルス監督の野村克也から。
田中 雪（たなか ゆき）
田中家の長女でOL。野村とは同僚。
天然であり、無自覚で鋭い毒を放つ。
野村を家に迎えた張本人であり、彼が3つの仕事を兼任することを提案したのも彼女。
非常にスタイルが良く、ボーっとしているところがあったり、時にはしっかりしていたりのオンオフが激しい。話の切り替えも早い。
怒らせると妹たちからは恐れられ、野村も試練を受ける事があるが、ゴキブリが苦手。酒にはめっぽう強い。
野村を連れてきたのは「番犬」としてと本人は認識していたが、妹の月からは最初から野村が好きだったのが分かったと指摘されたが、なかなか認めたがらなかった。
なお田中家には父と母が以前はいたとされているが、何故三人姉妹だけになったのかは劇中では触れられていない。
3姉妹の名前の田中の由来は、「野村と仲よし」という事で田中将大選手から。
田中 月（たなか つき）
田中家の次女で高校一年生。野村が務めることになったコンビニの先輩。
ぶっきらぼうなしゃべり方でクールだが、実際は表に出そうとしないものの可愛いものが好きで優しい面もある。
また、甘いものが好きなど、年頃の女の子らしいところも多い。家では洗濯を担当。
野村に対して以外にも、年上相手でも呼び捨てであることが多い。
同年代の男子は苦手で、告白されても断っている。野村が雪と交際が決まった時に、周りからは野村が好きだったのではないかと指摘されて気付かされる。
田中 花（たなか はな）
田中家の三女で小学生。6年1組所属。野村が家庭教師をすることになった。
天真爛漫な性格で、いつも元気。コスプレが趣味であり、よく変わった格好をしている。
オッサン萌えであり、野村に懐いている。また、野村を同性愛者かと勘違いした時にも目が輝いていた。
クラスメートの永井レイとは、コスプレ友達。
斉藤 ユウコ
野村の借金返済先の斉藤金融の借金取り。部下が二人いる。
女子高出身で鶴岡とクラスメート。高校生の時にすでに金融会社の跡取りとして決まっていた。
野村の事が好きだが、表に出さずに突っぱねている。野村と月がバイトをしているコンビニの常連になったり、病気になった野村の看病のをしたり気を引こうとする。
この事は周りの人間にはバレバレだったが、野村当人には最後まで気付いてもらえなかった。
名前の由来は田中のライバルという事で、斎藤佑樹選手から。
鶴岡
花のクラスの担任。
非常に明るく元気で豪快な先生で、好きな食べ物は卵かけごはんで趣味は詩吟。
斉藤とは友人であるため、野村の借金のことも筒抜けだった。斉藤と一緒にいる事も多いため、野村とも親しくなった。
ポジティブな性格で、野村が田中家によくいる苦しい言い訳を疑わなかったり、警察官の友人・榎本の不審な行動にも疑問を持たなかった。
榎本
警察官。鶴岡の友人。
花の学校に防犯指導に来る事もあるため生徒に人気がある。
鶴岡と毎日3回ぐらい「偶然」会ったり、鶴岡の会話を盗み聞きしたり、好きなものを聞くために盗聴する事を考えるなど鶴岡の事になると警察官にあるまじき行動にでている。
野村には鶴岡について話したり相談したりするが、照れ隠しに関節技を極めてくる。
野村にフラれた斉藤が仲介して、鶴岡と交際が始まるようになる。
永井 レイ
花と同じ小学6年生のクラスメート。実家はケーキ屋。女装が趣味であり、男が好きなわけはな無い。男の服は全体的に色が地味なため、女装に目覚めた。
憧れの意味で月が好きだったが、クリスマス会から恋に変わった。
山本
野村と雪が勤めている山本不動産の取締役社長。
会社自体の経営はキツイようで、給料も上がらず17時上がりを徹底する。野村と雪以外に、もう一人女性のおばさん社員がいるが氏名不明。
ゴルフとマラソンが好き。
野村 一也（のむら かずや）
中也の父親。60歳を超えているが、中也より肌の色艶がよく見える。
18年前に失踪。中也曰く、「酒好き、ギャンブル大好き、派手好きの見栄っぱりのよく喋るお調子者」。
度々、中也の様子を見ており姿は見せないが接触を計っていた。旅の途中で病状が悪化しマカオで倒れて入院した。

## 単行本
- 板倉梓『野村24時』 竹書房〈バンブーコミックス〉、全3巻
  1. 2011年12月31日初版発行（2011年12月17日発売[6]）、ISBN 978-4-8124-7710-6
  2. 2013年7月26日初版発行（2013年7月12日発売[7]）、ISBN 978-4-8124-8343-5
  3. 2014年9月31日初版発行（2014年9月17日発売[8]）、ISBN 978-4-8124-8785-3